# Confessions on a Dance Floor
Confessions on a Dance Floor este al zecelea album de studio al Madonnei, lansat pe 9 noiembrie 2005 de Warner Bros. Records. Acesta a avut compoziții complet diferite față de albumul anterior al interpretei, American Life (2003), fiind influențat de muzica disco a anilor 70 și 80, precum și de muzica de club modernă. Inițial, Mirwais Ahmadzai fusese ales ca producător principal, înregistrând chiar două piese pentru album, însă Madonna a simțit că această colaborare nu mai mergea în direcția dorită de ea, aranjând să compună și să înregistreze cu Stuart Price. Albumul a fost în mare înregistrat la studioul de acasă a lui Price, interpreta petrecând acolo majoritatea timpului.
Muzical, albumul este structurat precum setul de piese al unui DJ. Cântecele sunt aranjate și mixate în așa fel încât sunt redate continuu, fără întreruperi. Titlul provine de la faptul că piesele de la incipitul albumului sunt vesele și „ușurele”, progresând treptat la melodii mai serioase, cu versuri descriind experiențe și sentimente personale. Înregistrarea a fost influențată de muzica altor artiști, precum ABBA, Donna Summer, Pet Shop Boys, Bee Gees și Depeche Mode, precum și referiri la unele creații anterioare ale interpretei. Una dintre piese, „Isaac”, a fost criticată de unii rabini israeliți, crezând că se referă la Isaac Lurier, un discipol al religiei iudaice din secolul XVI, însă Madonna a dezmințit acuzațiile, susținând că piesa este despre Yitzhak Sinwani, a cărei voce apare în înregistrare.
Criticii au lăudat albumul, numindu-l o întoarcere la rădăcini pentru Madonna, fiind cel mai aclamat album al acesteia de la Ray of Light (1998). Specialiștii au apreciat faptul că interpreta a ales să se inspire din muzica dance a muzicienilor care au influențat-o, precum și compozițiile lui Price, unii critici chiar oferindu-i lui tot creditul pentru album. După lansare, albumul a debutat pe locul întâi în majoritatea țărilor; a devenit al șaselea album al Madonnei clasat pe prima poziție în Billboard 200 și al nouălea în Regatul Unit. Vânzările albumului pe mapamond depășesc 12 milioane de exemplare. Confessions on a Dance Floor a primit un premiu Grammy pentru „Cel mai bun album dance/electronic” în 2007 și numeroase alte premii și nominalizări pe parcursul anului 2006. Turneul care a promovat albumul, Confessions Tour, a devenit, la acea vreme, turneul cu cele mai mari încasări pentru o artistă.

## Istoria albumului
Confessions on a Dance Floor este al zecelea album de studio al Madonnei. Acesta combină elemente din muzica disco a anilor 1970, electro-pop-ul anilor 1980 și muzica de club modernă. Cântăreața a decis să incorporeze elemente din muzica disco în compozițiile ei, nu pentru a reface muzica din trecut, ci ca tribut pentru artiști ca Bee Gees și Giorgio Moroder. Piesele reflectă gândurile Madonnei asupra unor subiecte ca iubirea, faima și religia, de aici venind titlul Confessions on a Dance Floor (română Confesiuni pe ringul de dans). Proiectul a avut o direcție complet opusă albumului anterior, American Life (2003), cântecele de pe acel album fiind o critică agresivă asupra societății americane. Muziciana a decis să abordeze alte subiecte pe acest proiect. Legat de procesul de creație, Madonna a declarat:
„Când am compus American Life, eram foarte agitată în legătură cu ce se întâmpla în lume, în jurul meu [...] eram nervoasă. A trebuit să mă descarc. Am făcut multe declarații politice. Dar acum, simt că vreau doar să mă distrez; vreau să dansez; vreau să mă simt plină de energie. Și voiam să le ofer oamenilor din jurul meu același sentiment. Există multă furie în lumea din jurul nostru și vreau ca oamenii să fie fericiți.”—Madonna.
A început să lucreze cu Mirwais Ahmadzai cu care crease albumele Music (2000) și American Life (2003), însă muzicienei nu i-a plăcut direcția în care o lua colaborarea. Potrivit ei, „Mirwais e de asemenea foarte interesat de politică, serios și intelectual. Nu făceam altceva decât să stăm, să vorbim despre politică tot timpul. Deci, asta nu putea decât să ajungă în muzica creată. Cred că există un aspect de animozitate în muzică, care reflectă direct sentimentele mele din acea perioadă.” Astfel, după ce au compus două piese, Madonna a decis să renunțe la proiect și să înceapă din nou. Atunci, muziciana l-a ales pe Stuart Price ca producător principal, acesta fiind director muzical pentru turneele Drowned World (2001) și Re-Invention (2004), fiind co-producătorul unora dintre cântecele de pe American Life. Colaborarea a început inițial cu intenția de a crea o coloană sonoră pentru un film, dar planurile pentru film au fost anulate, iar cei doi au hotărât să folosească compoziția pentru album. Potrivit Madonnei, a fost ușor pentru ea să se îndepărteze de sentimentele de pe albumul precedent, din moment ce și-a exprimat părerile politice în documentarul I'm Going to Tell You a Secret. A elaborat declarația, adăugând:

Fugeam înainte și înapoi, la propriu, de la camera de editare cu [regizorul documentarului] Jonas Akerlund la studio, unde era Stuart, care de asemenea mixa muzica pentru film. Eram împreună nonstop, noi trei. Tăiam 350 de ore de film la doar două. Erau multe aspecte serioase în filme. Aveam nevoie să mă eliberez. Când mergeam la Stuart, ziceam „Dragă, vreau să dansez.” Voiam să fiu fericită, plină de energie, să mă prostesc. Voiam să mă bine dispun pe mine și pe alții cu acest disc. Deci, da, acest album a fost o reacție la celelalte lucruri care le făceam, care erau foarte serioase. Sper că din asta nu reiese că am făcut un disc superficial, pentru că nu e. Vreau ca oamenii să zâmbească când îl aud. Am vrut să zâmbesc și eu.”

## Înregistrarea
Madonna a povestit despre modul în care s-au desfășurat înregistrările. Potrivit ei, Price, ajutat de faptul că era DJ, stătea treaz toată noaptea lucrând la piese. Astfel, muziciana a avut șansa să lucreze la alte aspecte ale compozițiilor. Faptul că cei doi aveau caractere diferite, a ajutat în colaborare.
Cântecele au fost, în mare, înregistrate la Price acasă. Madonna a declarat:

„Am realizat câteva înregistrări la el acasă. Veneam acolo dimineața și Stuart răspundea la ușă în ciorapi - de parcă ar fi fost treaz toată noaptea. Îi aduceam cafea și ziceam: „Stuart, casa ta este un dezastru, nu ai mâncare în bufet.” Apoi sunam pe cineva de acasă la mine să-i aducă niște mâncare.” Și apoi munceam toată ziua. Eram cuplul ciudat.”

A continuat, adăugând că se împrieteniseră și deoarece călătoriseră împreună în timpul turneului Re-Invention, interpreta a ajuns la concluzia că relația sa cu Price era ca cea dintre un frate și o soră, spre deosebire de modul cu care se obișnuise să fie pe timpul înregistrărilor în timpul colaborărilor anterioare.

## Muzica și versurile
Din punct de vedere muzical, albumul este structurat ca setul de noapte a unui DJ, muzica începând cu un ritm estompat, iar pe măsură ce aceasta progresează, devine intensă, și versurile mai personale; de aici,  cuvântul „Confessions” (română Confesiuni). Potrivit Madonnei: „aceasta este direcția noului meu proiect. Asta am dorit, să creăm un album pe care poți să-l asculți la o petrecere sau în mașină, fără să trebuiască să sari peste o baladă. E nonstop.” A folosit de asemenea influențe din muzica disco, precum mostra din ABBA în „Hung Up”, primul cântec de pe album. Pentru a folosi mostra din hitul formației ABBA din 1979, „Gimme! Gimme! Gimme! (A Man After Midnight),” Madonna le-a scris o scrisoare compozitorilor Benny Andersson și Björn Ulvaeus, care i-au oferit acesteia permisiunea. Printre formațiile dance/disco din care au fost folosite alte mostre se numără Pet Shop Boys, Depeche Mode și Daft Punk, precum și hit-urile disco ale DJ-ului parizian Cerrone. Muziciana a făcut referi și la sine, „Get Together” fiind parțial o rescriere a hitului său din 1983, „Holiday”. Albumul conține o piesă intitulată „Forbidden Love”, împărțind titlul cu o altă compoziție a Madonnei, inclusă pe albumul Bedtime Stories, cântecul de pe acest disc incorporând elemente din discografia grupului muzical Kraftwerk. Referitor la faptul că s-a inspirat de propriile creații, Madonna a declarat:
„Am făcut-o intenționat, [...] adică, dacă am de gând să plagiez pe cineva, aș putea la fel de bine să mă plagiez pe mine, nu? Cred că am câștigat dreptul de a mă copia. «Talentul împrumută, geniul fură» [...] Să vedem câte alte clișee pot să mai folosesc. Exact asta doream. Inițial doar făceam referiri, dar acum pot s-o zic așa cum e. E ceva de genul, acum că ți-am captat atenția, am câteva lucruri să-ți zic.”

Cântecul „Push” a fost creat ca și o continuare pentru șlagărul Madonnei din 1984, „Borderline”, fiind un tribut pentru soțul ei de atunci, Guy Ritchie. Un ritm pulsatil este prezent în melodia piesei „Isaac”, ce a fost descris ca fiind singura compoziție apropiată de o baladă, inclusă pe album. Cântecul a fost intens criticat de un grup de rabini israeliți, care au considerat că Madonna este blasfemiatoare, din cauza titlului, pe care ei l-au interpretat ca o referire la profetul evreu din secolul XVI, Isaac Lurier (Yitzhak Luria). În realitate, acesta a fost numit după Yitzhak Sinwani, cel care recită versuri în arabă yemenită. Inițial, Madonna a dorit să numească piesa „Fear of Flying” („Teama de a zbura”) din moment ce ideea versurilor era aceea de a renunța la greutăți, însă s-a hotărât asupra titlului final, după ce numele lui Sinwani a fost tradus în limba engleză. În legătură cu procesul de creație și criticile din partea rabinilor, Madonna a declarat:
„Apreciați absurditatea faptului că un grup de rabini din Israel susțin că sunt blasfematoare, când nici măcar nu au auzit înregistrarea, nu-i așa? Și apoi, toată mass-media se poartă de parcă ar fi adevărat. Și asta e puțin ciudat. Dar ce e și mai ciudat, e că piesa nu e despre Isaac Lurier, precum susțin rabinii. E numit după Yitzhak Sinwani, care cântă în arabă refrenul. Nu mi-a venit în minte un titlu pentru cântec, așa că l-am numit „Isaac” (traducerea numelui „Yitzhak” în limba engleză). E interesant cum lucrează mințile lor, rabinii ăia răi. [...] El spune „Dacă toate ușile caselor oamenilor generoși îți sunt închise, porțile Raiului vor fi mereu deschise.” Cuvintele au peste 1.000 de ani vechime. [...] [Yitzhak] îmi e un vechi prieteni. Nu a mai lucrat niciodată la un proiect muzical. Provine din generații de cântăreți talentați. Stuart și cu mine l-am chemat în studio într-o zi. Am zis „Te vom înregistra doar. Nu știm ce vom face după.” E lipsit de cusururi. O singură înregistrare, fără note proaste. Nici măcar nu are nevoie de microfon. Am luat un cântec pe care-l crease și i-am zis lui Stuart: „Să folosim părțile astea. Vom crea un refren și apoi scriu versuri pe lângă”. Așa l-am creat.”

Versurile cântecelor folosesc părți din istoria muzicală a Madonnei, fiind scrise sub forma unor confesiuni. „Hung Up” conține versuri din duetul cântăreței cu Prince de pe albumul Like a Prayer (1989), intitulat „Love Song”. „Jump” este o continuare pentru piesa „Keep It Together” de pe același album, versurile vorbind despre asumarea riscurilor, dar și importanța familiei. „How High” conține referințe către două înregistrări de pe al optulea album de studio al muzicienei, Music, anume „Nobody's Perfect” și „I Deserve It”. Versurile din „Push” mulțumesc persoanei care au motivat-o să-și depășească limitele și conține elemente din „Every Breath You Take” de The Police. Alte piese, precum „Sorry”, conțin numele piesei rostit în zece limbi diferite, precum și o influență puternică din partea muzicii de club. În „I Love New York”, Madonna își descrie iubirea față de orașul care a transformat-o în persoana care este. În celelalte două piese, muziciana cântă despre succes și celebritate („Let It Will Be”) și întâlnirea dintre trecut, prezent și viitor („Like It Or Not”).

## Recepția

### Critică
Keith Caulfield de la revista americană Billboard a scris că albumul „reprezintă o întoarcere la stilul abordat anterior de regina muzicii pop”. Alex Petridis de la The Guardian a spus de asemenea că discul „este o întoarcere la valorile de bază”. Stephen Thomas Erlewine de la Allmusic a apreciat că albumul este primul în care Madonna sună ca o veterană a muzicii, din moment ce l-a creat „pentru cluburi, sau cu alte cuvinte, publicul principal al Madonnei.” David Browne, reporter la Entertainment Weekly a fost de acord că acest album este cel mai ritmat de la Erotica, adăugând totuși că, din cauza unor piese precum „How High” sau „Let It Be”, pare că „un nor de ploaie s-a adunat peste clubul ei de noapte”. Alan Braidwood de la BBC a scris că „acesta este cel mai comercial album pe care Madonna l-a făcut în ultimii 15 ani și este magic.” Peter Robinson de la The Guardian a oferit de asemenea o recenzie pozitivă albumului, punându-l alături de discuri ale Madonnei aclamate de critică, precum  True Blue (1986) și Like a Prayer (1989). A continuat însă spunând că, deși Confessions ...  nu ar exista fără Madonna, Start Price „fură toată atenția.” Stephen M. Deusner (Pitchfork Media) a scris că „Madonna se reinventează din nou cu acest album, și pare că aproape s-a întrecut pe sine”, cu toate că a notat că, deși prima parte, până la „I Love New York” era „puternică”, a doua „își pierde balansul delicat dintre frivolitate pop și gravitate spirituală.” Justin Lewis i-a oferit o recenzie pozitivă, însă a încheiat pe o notă critică, spunând că „Madonna a luat-o pe drumul sigur [...] având grijă ca discul să sune cât mai «curat» și manufacturat. Din această cauză, albumul sună puțin rece și impersonal. Oricine ar fi putut cânta în locul ei.”

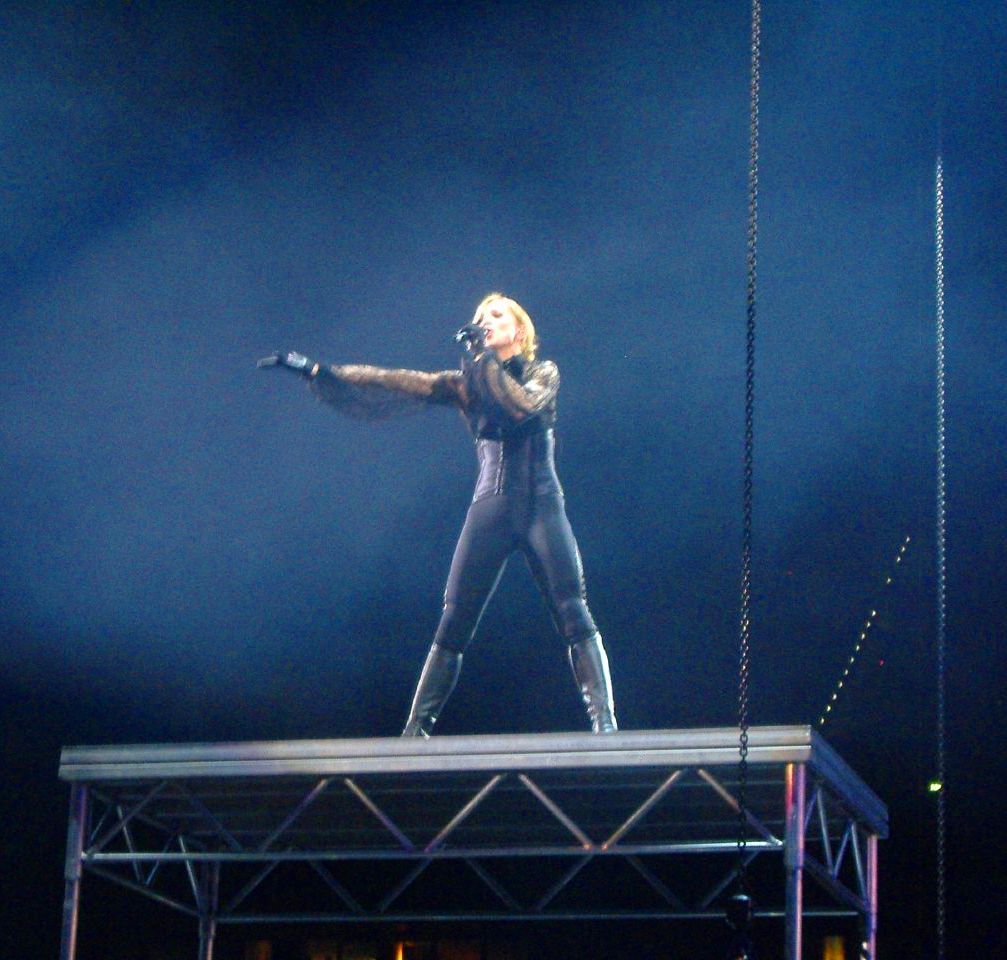
Madonna interpretând hitul „Jump” în timpul turneului de succes Confessions. Criticii au aclamat mesajul pozitiv transmit de piesă, anume încrederea în sine și asumarea riscurilor.

Criticul muzical Robert Christgau a comparat albumul cu primul album solo al muzicienei. Kelefa Sanneh de la The New York Times a descris albumul ca fiind „exuberant”, primind o recenzie pozitivă și de la Peter Paphides de la The Times. Christian John Wikane de la PopMatters.com a scris că albumul „dovedește că Madonna, care se apropie de 50 de ani, este o forță vitală în peisajul mereu tot mai extins al muzicii pop.” Joan Morgan de la The Village Voice, a scris că „Madonna și-a găsit în sfârșit direcția muzicală. Cu ușurință înregistrarea dance a anului.” Josh Tyrangiel (Time) a scris în recenzia sa pentru album: „În muzica dance, cuvintele există pentru a fi repetate, sucite, neclare și reînviate. Cum sună pe moment e mult mai important decât ce reprezintă, iar Madonna știe asta mai bine decât oricine. Confessions on a Dance Floor reprezintă 56 de minute de momente energice.” Sal Cinquemani de la Slant Magazine a fost impresionat de album, scriind că „Madonna, cu ajutorul lui Price, [...] a reușit să creeze o odisee dance-pop, cu un arc, emoțional, dacă nu narativ. Alan Light (Rolling Stone) a declarat că albumul arată că „Madonna nu și-a pierdut încrederea în puterea ritmului”, însă  „Confessions on a Dance Floor nu va rezista testului timpului precum glorioasele ei șlagăre de club de la începutul carierei, dar își demonstrează punctul de vedere. Precum Rakim înainte, Madonna încă poate antrena o mulțime.” Bill Lamb de la About.com a declarat că albumul era „o realizare solidă ce merită ascultată.” Jason Shawhan de la același site l-a descris ca fiind cel mai distractiv album de la True Blue (1986).

### Comercială
În Statele Unite, Confessions on a Dance Floor a debutat pe prima treaptă a clasamentului național Billboard 200, vânzând 350.000 de exemplare în prima săptămână, detronând-o pe Carrie Underwood, ce vânduse cu aproape 35.000 de exemplare ale albumului Some Hearts mai puțin. A devenit al șaselea album al Madonnei clasat pe primul loc al topului, precum și al treilea album consecutiv care a debutat pe această poziție, după Music (2000) și American Life (2003). Potrivit Nielsen Soundscan, albumul s-a distribuit în peste 1.703 milioane de exemplare în Statele Unite. Pe 14 decembrie 2005, albumul a fost certificat cu discul de platină din partea Recording Industry Association of America (RIAA) pentru un milion de exemplare vândute. În Australia, albumul a debutat de asemenea pe locul întâi, primind până acum două discuri de platină, pentru cele 140.000 de exemplare comercializate. Confessions on a Dance Floor a debutat pe primul loc și în clasamentul canadian al albumelor, cu 74.000 de exemplare vândute.
În Regatul Unit, albumul a devenit a noua lansare a muzicienei clasată pe prima poziție în clasamentul albumelor, fiind a cincea consecutivă (după Evita, Ray of Light, Music și American Life). În total, s-a distribuit în 1.6 milioane de exemplare. În Irlanda, albumul a debutat pe locul trei, fără a reuși să urce mai sus. În Franța a deburat pe locul 113, urcând ediția următoare 112 poziții, până pe locul 1. Albumul a mai atins prima poziție în Austria, Belgia, Danemarca, Elveția, Finlanda, Germania, Grecia, Norvegia, Polonia, Spania, Suedia și Ungaria. Ca rezultat, Confessions on a Dance Floor a fost certificat cu patru discuri de platină de către International Federation of the Phonographic Industry (IFPI). Vânzările pe mapamond au atins cifra de 12 milioane.
Madonna a câștigat la premiile BRIT premiul „Cea mai bună artistă solo internațională”. A câștigat de asemenea „Cel mai bine vândut artist pop” și „Cel mai bine vândut artist american” la World Music Awards 2006 datorită albumului. A primit cinci nominalizări la MTV Video Music Awards din 2006 pentru primul extras pe single, „Hung Up”, precum și alte trei la MTV Europe Music Awards 2006 la categoriile „Cel mai bun album”, „Cel mai bun pop” și „Cea mai bună artistă”. Rolling Stone a numit Confessions on a Dance Floor ca fiind al 22-lea cel mai bun album al anului 2005. La începutul anului 2007, a câștigat un premiu Grammy în categoria „Cel mai bun album dance/electronic”.

## Extrase pe single
„Hung Up”, ce fusese folosit în unele reclame înainte de lansare, a fost primul single de pe album, fiind valabil sub diferite formate începând cu 17 octombrie 2005. Cântecul a primit recenzii pozitive de la criticii de specialitate, care au considerat că piesa ar trebui să restituie popularitatea muzicienei, după ce aceasta scăzuse din cauza proiectului American Life. A fost de asemenea numit de unii ca fiind cea mai bună înregistrare dance a acesteia, comparând-o cu alte creații ale muzicienei din același gen; alte reacții pozitive a stârnit sincronizarea efectivă a mostrei din cântecul „Gimme, Gimme, Gimme (A Man After Midnight)” de ABBA cu piesa Madonnei. „Hung Up” a devenit un hit internațional, atingând prima poziție în peste 45 de țări, record menționat de Cartea Recordurilor. În Statele Unite, a devenit al 36-lea șlagăr de top 10, egalându-l pe Elvis Presley. Videoclipul pentru single a fost un tribut adus anilor 1970 și lui John Travolta, filmelor lui și dansului în general. Regizat de Johan Renck, videoclipul o înfățișează pe Madonna dansând într-un studio de balet, purtând un costum întreg de culoare roz; la un moment dat, aceasta părăsește studioul pentru a dansa într-un club, însoțită de mai multă lume. Unii dansatori execută disciplina de origine franceză, parkour.
„Sorry” a fost al doilea extras pe single de pe album, promovarea lui începând pe 28 februarie 2006. Cântecul a primit recenzii pozitive de la criticii muzicali, unii numindu-l chiar cel mai puternic de pe Confessions on a Dance Floor, fiindu-i de asemenea apreciat ritmul disco. A fost un nou succes comercial, devenind un hit de top 10 în peste 20 de țări, atingând locul întâi în Italia, România, Spania și Regatul Unit, unde a devenit al 12-lea șlagăr al muzicienei.
 Succesul în Statele Unite a fost limitat, din cauza difuzărilor reduse la radio, cu toate că a atins prima poziție din clasamentul dance. Videoclipul a fost o continuare pentru „Hung Up”, Madonna și dansatorii plimbându-se într-o dubiță albă printr-un oraș, la sfârșit ajungând într-un nou club, unde dansează pe role.
„Get Together” a fost al treilea cântec promovat de pe album, extras pe single de Warner Bros. Records pe 6 iunie 2006, decizia venind de la faptul că era a treia cea mai descărcată piesă de pe album. A fost lansat în aceeași zi cu debutul turneului mondial Confessions. Criticii au apreciat abilitatea muzicienei de a transforma replici considerate clișeu în slogane pop. Piesa a devenit un hit în clasamentele dance din Statele Unite, dar nu a intrat în Hot 100. A fost un succes mai mic decât anterioarele lansări, fiind un hit de top 10 în Australia, Canada, Italia, Regatul Unit și clasându-se pe primul loc în Spania. Videoclipul prezintă interpretarea Madonnei din Club Koko, dar conține animații pentru a arăta diferit vizual.
„Jump” a fost al patrulea și ultimul extras pe single, lansat pe 31 octombrie 2006. Criticii au apreciat compoziția pentru tema care susținea încrederea în sine. A devenit un succes de top 10 în mai multe țări europene, precum Finlanda, Italia, Regatul Unit, România și Ungaria. În Statele Unite, „Jump” s-a clasat în mai multe topuri Billboard, dar ca și predecesorul, nu s-a clasat în Hot 100. Videoclipul a fost unul simplu, prezentând-o pe Madonna purtând o perucă sub formă de bob, de culoare blondă; pe parcursul clipul cântă și dansează în fața unor neoane cu diferite inscripții în japoneză, în timp ce dansatorii executau mișcări de parkour.

## Promovarea
Pentru a promova albumul, pe lângă cele patru extrase pe single, Madonna a interpretat la MTV Europe Music Awards din 2005 și premiile Grammy din 2006. A interpretat o parte din cântecele de pe album în cluburile londoneze Koko și G-A-Y, precum și în Franța, Germania, Japonia și Statele Unite, ca parte a turneului promoțional Hung Up. În interpretări, Madonna ieșea dintr-un glob disco uriaș, purtând o geacă de piele, un body și cizme până la genunchi, toate mov. Printre piesele interpretate se numără „Hung Up”, „Get Together”, „Sorry”, „I Love New York”, „Ray of Light”, „Let It Will Be” și „Everybody.” Albumul a continuat să fie promovat prin turneul Confessions, ce a început în mai 2006. Acesta a strâns peste 194.7 milioane de dolari americani, devenind, la acea vreme, cel mai de succes turneu al unei muziciene. Acesta a primit și un premiu, „Most Creative Stage Production”, în cadrul Pollstar Concert Industry Awards, precum și „Top Boxscore” din partea Billboard Touring Awards. Un album de remixuri, intitulat Confessions Remixed a fost lansat în ediție limitată pe vinil.

## Lista pieselor
| #  | Titlu                | Compozitori                                                  | Producători                                           | Durată |
| -- | -------------------- | ------------------------------------------------------------ | ----------------------------------------------------- | ------ |
| 01 | „Hung Up”            | Madonna, Stuart Price, Benny Andersson, Björn Ulvaeus        | Madonna, Stuart Price                                 | 5:36   |
| 02 | „Get Together        | Madonna, Anders Bagge, Peer Åström, Stuart Price             | Madonna, Stuart Price                                 | 5:30   |
| 03 | „Sorry”              | Madonna, Stuart Price                                        | Madonna, Stuart Price                                 | 4:43   |
| 04 | „Future Lovers”      | Madonna, Mirwais Ahmadzaï                                    | Madonna, Mirwais Ahmadzaï                             | 4:51   |
| 05 | „I Love New York”    | Madonna, Stuart Price                                        | Madonna, Stuart Price                                 | 4:11   |
| 06 | „Let It Will Be”     | Madonna, M. Ahmadzaï, S. Price                               | Madonna, Stuart Price                                 | 4:18   |
| 07 | „Forbidden Love” *   | Madonna, Stuart Price                                        | Madonna, Stuart Price                                 | 4:22   |
| 08 | „Jump”               | Madonna, Joe Henry, Stuart Price                             | Madonna, Stuart Price                                 | 3:46   |
| 09 | „How High”           | Madonna, Christian Karlsson, Pontus Winnberg, Henrik Jonback | Madonna, Bloodshy & Avant, coproducător: Stuart Price | 4:40   |
| 10 | „Isaac”              | Madonna, Stuart Price                                        | Madonna, Stuart Price                                 | 6:03   |
| 11 | „Push”               | Madonna, Stuart Price                                        | Madonna, Stuart Price                                 | 3:57   |
| 12 | „Like it Or Not”     | Madonna, C. Karlsson, P. Winnberg, H. Jonback                | Madonna, Bloodshy & Avant                             | 4:31   |
| 13 | „Fighting Spirit”[A] | Madonna, M. Ahmadzaï                                         | Madonna, M. Ahmadzaï                                  | 3:32   |
| 14 | „Super Pop”[B]       | Madonna, M. Ahmadzaï                                         | Madonna, M. Ahmadzaï                                  | 3:42   |

(*) a nu se confunda cu piesa cu același nume de pe albumul Bedtime Stories
- A ^ Bonus pentru ediția de lux a CD-ului
- B ^ Bonus pentru membrii ICON

## Personal
- Madonna – Voce principală, voce de fundal, chitară
- Stuart Price – Producător, clape, sintetizator, vocoder, programare, eșantionare
- Roberta Carraro – clape, chitară bas, tobe, muzicuță
- Yitzhak Sinwani – voce de fundal pe „Isaac”
- Monte Pittman – chitară
- Magnus „Mango” Wallbert – programare
- Fotografie – Steven Klein
- Regie artistică și design grafic – Giovanni Bianco
- Documente legale – Grubman Indursky
- Management – Guy Oseary și Angela Becker
- Mixaj – Mark „Spike” Stent la Olympic Studios și Record Plant Studios, Los Angeles („Forbidden Love”: mixat de Stuart Price la Shirland Road)
- Înregistrări – Stuart Price la Shirland Road („How High” și „Like It Or Not”: înregistrat la Murlyn Studios, Stockholm și Shirland Road; „Future Lovers”: înregistrat la Mayfair Studios.)
- Asistent proiectant – Alex Dromgoole
- Asistent proiectant secund la Olympic – David Emery
- Asistent proiectant secund la Record Plant, Los Angeles – Antony Kilhoffer
- Mastering – Brian „Big Bass” Gardner la Bernie Grundman Mastering

## Clasamente și certificate
| Țara          | Poziția maximă |
| ------------- | -------------- |
| Argentina     | 1              |
| Australia     | 1              |
| Austria       | 1              |
| Belgia        | 1              |
| Brazilia      | 1              |
| Canada        | 1              |
| Danemarca     | 1              |
| Elveția       | 1              |
| Europa        | 1              |
| Finlanda      | 1              |
| Franța        | 1              |
| Germania      | 1              |
| Grecia        | 1              |
| Irlanda       | 3              |
| Italia        | 1              |
| Japonia       | 5              |
| Mexic         | 3              |
| Noua Zeelandă | 5              |
| Norvegia      | 1              |
| Olanda        | 1              |
| Polonia       | 1              |
| Portugalia    | 1              |
| Regatul Unit  | 1              |
| Spania        | 1              |
| Statele Unite | 1              |
| Suedia        | 1              |
| Ungaria       | 1              |

| Țara          | Certificat |
| ------------- | ---------- |
| Argentina     | 2× Platină |
| Australia     | 2× Platină |
| Belgia        | Platină    |
| Brazilia      | Aur        |
| Canada        | 5× Platină |
| Danemarca     | 2× Platină |
| Elveția       | 3× Platină |
| Europa        | 4× Platină |
| Franța        | Diamant    |
| Germania      | 3× Platină |
| Grecia        | 2× Platină |
| Irlanda       | 4× Platină |
| Japonia       | 2× Platină |
| Mexic         | Platină    |
| Noua Zeelandă | Platină    |
| Olanda        | Platină    |
| Polonia       | Platină    |
| Regatul Unit  | 4× Platină |
| Spania        | 2× Platină |
| Suedia        | 2× Platină |
| Statele Unite | Platină    |
| Ungaria       | 2× Platină |